# Paragwaj na letnich igrzyskach olimpijskich
Paragwaj wystartował po raz pierwszy na letnich IO w 1968 roku na igrzyskach w Meksyku. Jedynym zdobytym medalem jest srebro drużyny piłkarskiej z igrzysk w Atenach w 2004 roku.

## Klasyfikacja medalowa
| Igrzyska            | Złoto | Srebro | Brąz | Razem |
| ------------------- | ----- | ------ | ---- | ----- |
| 1968 Meksyk         | 0     | 0      | 0    | 0     |
| 1972 Monachium      | 0     | 0      | 0    | 0     |
| 1976 Montreal       | 0     | 0      | 0    | 0     |
| 1984 Los Angeles    | 0     | 0      | 0    | 0     |
| 1988 Seul           | 0     | 0      | 0    | 0     |
| 1992 Barcelona      | 0     | 0      | 0    | 0     |
| 1996 Atlanta        | 0     | 0      | 0    | 0     |
| 2000 Sydney         | 0     | 0      | 0    | 0     |
| 2004 Ateny          | 0     | 1      | 0    | 1     |
| 2008 Pekin          | 0     | 0      | 0    | 0     |
| 2012 Londyn         | 0     | 0      | 0    | 0     |
| 2016 Rio de Janeiro | 0     | 0      | 0    | 0     |
| 2020 Tokio          | 0     | 0      | 0    | 0     |
| 2024 Paryż          | 0     | 0      | 0    | 0     |
| Razem               | 0     | 1      | 0    | 1     |

### Według dyscyplin
| Dyscyplina  | Złoto | Srebro | Brąz | Razem |
| ----------- | ----- | ------ | ---- | ----- |
| Piłka nożna | -     | 1      | -    | 1     |
| Razem       | 0     | 1      | 0    | 1     |